# Miniaturisierung
Die Miniaturisierung ist ein Prozess zur Verkleinerung von Strukturen unter Beibehaltung der Funktion und eventuell auch der Form.

## Beschreibung
In der Technik ist damit die stetige Verkleinerung von verschiedenartigen Bauteilen technischer Geräte gemeint. Sie ist seit etwa den 1960er/1970er Jahren ein Ziel vieler Entwicklungen in Wissenschaft und Technik. Treibendes Moment sind im Allgemeinen Wünsche nach steigender Leistung, sowie nach Verringerung von Masse und Energieverbrauch.
In der Mikroelektronik hat dieser Trend zur Formulierung des mooreschen Gesetzes geführt. Es beschreibt, die Beobachtung bei der Chipfertigung, dass sich alle zwei Jahre die Anzahl der Transistoren verdopple. Dadurch steigen einerseits die Komplexität der Bauteile und die Entwicklungskosten, und andererseits die Leistung und die Taktfrequenz. Um die Zunahme von Störungen etwa der Signalübertragungen zu vermeiden, ist stetig wachsendes Know-how erforderlich. Deshalb zählen die entsprechenden Methoden zu den Schlüsseltechnologien und werden in vielen Staaten durch eigene Forschungsschwerpunkte gefördert.

## Erfolgsgeschichte
Ausgelöst durch die Erarbeitung verfeinerter Fertigungsmethoden in der Elektrotechnik, Elektronik, Feinmechanik sowie der Halbleiter- und Mikrosystemtechnik, hat die Miniaturisierung unter anderem folgende Entwicklung zu verzeichnen.
In Industrie und Forschung ermöglichte die Miniaturisierung in den letzten Jahrzehnten die Entwicklung neuer Technologien. Besonders auffällig ist diese Entwicklung in der Elektronik. Sowohl passive elektronische Bauelemente wie Widerstände und Kondensatoren, als auch aktive Bauteile wie Transistoren und Dioden, wurden in der Vergangenheit immer weiter miniaturisiert. Besonders starken Einfluss auf die Elektronikentwicklung hat die Miniaturisierung von integrierten Schaltungen (engl. integrated circuit, IC).
Durch Verkleinerung der einzelnen Transistoren in integrierten Schaltungen ist es möglich, mehr Funktionalität auf der gleichen Chipfläche unterzubringen, was zu einer höheren Packungsdichte und auch zu Kostensenkungen führt. Zudem werden durch die kleineren Strukturen kürzere Schaltzeiten der Transistoren erreicht. Das führt beispielsweise zu merklicher Steigerung der Rechenleistung von Mikroprozessoren oder einer Erhöhung der Speicherkapazität. Letztere entwickelte sich in Computern von wenigen zehntausend Byte der Tischrechner der 1970er, über die 16 bis 64 Kilobyte des ersten IBM-PC, bis hin zu vielen Gigabyte großen Speichern in heutigen Computern.
Durch die Miniaturisierung integrierter Schaltungen wurden auch neue Applikationen und Massenprodukte möglich, wie der PCs, das multifunktionale Mobiltelefon (Handy) und andere Anwendungen der Hochfrequenztechnik.
Nicht nur in der Elektronik findet eine fortschreitende Miniaturisierung statt. In der feinmechanischen Bearbeitungstechnik konnte die Genauigkeit von einigen Mikrometern (1 µm = 0,001 mm) auf unter 0,1 µm bei gleichzeitiger Beschleunigung vieler Arbeitsgänge durch Robotik gesteigert werden. Doch schon in den 1930er-Jahren gab es erfolgreiche Schritte in diese Richtung, wofür der sehr kompakte, innovative Reisetheodolit DKM1 von Kern-Aarau eines von vielen Beispielen ist.
In der Optik wiederum konnten die Laser stark verkleinert und Linsen oder Spiegel mit einer höheren Schliffgenauigkeit hergestellt werden, was zum Beispiel zur Entwicklung der CD-Technik geführt hat. Auch die vielfach gesteigerte Leistungsfähigkeit der heutigen astronomischen Großteleskope gehen auf stark verfeinerte Bearbeitungsmethoden und die Pixel-Verkleinerung der CCD-Sensoren zurück.
Die Konstruktion von Endoskopen und der minimal-invasiven (Laser-)Chirurgie ermöglichte die sogenannte Mikrochirurgie in der Medizin.

## Etablierung neuer Fachgebiete
Die Basis vieler der genannten Entwicklungen war und ist die Herstellung kleiner elektronischer Bauteile und Schaltungen und Leiterplatten (heute z. B. Wafertechnik, Dual in-line packages) und die Verbindung vieler Bauteile und Funktionen zu standardisierten Chips.

### Mikroelektronik
Dieses neue Teilgebiet der Elektronik kombiniert vor allem die Miniaturisierung mit der funktionellen Integration in zunächst digitale elektrische Schaltungen, später auch analoge oder Mixed-Signal-Schaltungen.
Die daraus entstandenen integrierte Schaltungen vereinigen zahlreiche Transistoren, Kondensatoren, Spulen und Widerstände auf einem einzigen kleinen Träger (Wafer) aus einem Halbleiter-Material (vgl. Halbleitertechnik). Die Strukturierung von aktiven und passiven Bauelementen sowie der zur Verdrahtung notwendigen Leitungsbahnen erfolgt fotolithografisch sowie weiterer Prozesse, wie Ätzen oder Dotierung.
Durch die Miniaturisierung der einzelnen Komponenten wird es möglich, dass die Bauteile der Schaltung – und damit die ICs – immer mehr verkleinert werden. Während früher ein Computer noch mehrere Räume füllte, gibt es heute leistungsstärkere ICs mit mehreren Millionen Transistoren von einigen Quadratmillimeter Größe. Die Verkleinerung erfordert, wie in anderen Bereichen der Miniaturisierung auch, eine zunehmende Kontrolle der Qualität und der Herstellungs-Toleranzen. Derzeit liegt z. B. jene von Miniatur-Widerständen (20 Ω bis einige kΩ) bei 10–20 %. Sie soll in Zukunft für 10 Ω bis 100 kΩ auf 5 % gedrückt werden. Dies hängt auch mit den gestiegenen Anforderungen an die Genauigkeit von Signallaufzeiten usw. bei immer komplexer werdenden Hochleistungsschaltungen zusammen.

### Mikrosystemtechnik
Die Mikrosystemtechnik verbindet Mikroelektronik, Mikromechanik und Mikrooptik, um Strukturen im Mikrometerbereich zu bearbeiten. Davon zu unterscheiden ist Nanotechnologie, da diese einen Paradigmenwechsel beinhaltet und nicht nur das Herunterskalieren auf den Nanometermaßstab bedeutet. Hier wird  erst durch die Skalierung eine konkrete Funktion erreicht. Eines ihrer typischen Produkte sind die Druckköpfe moderner Bubble-Jet-Drucker. Ihre mikrometerfeinen Tintendüsen sind beheizt und teilweise mit Miniaturrechnern kombiniert. Weitere gängige Produkte sind z. B. die integrierten Beschleunigungssensoren in Airbags. Auch die Herstellung mikro-chirurgischer Instrumente, feinster Sensoren oder CCD-Chips gehört zum heutigen Standard.
Zum Entwurf und Herstellen mikroelektronischer Schaltungen gehört auch die Bearbeitung von kristallinem Silizium oder anderen Halbleitern, sowie von speziellen Kunststoffen wie z. B. dem LIGA (Fertigungsverfahren).
Viele Staaten fördern die Mikrosystemtechnik durch eigene Schwerpunktprogramme von Forschungsprojekten. Jenes vom deutschen Bundesministerium für Bildung und Forschung existiert seit 1990; inzwischen gibt es in mehreren EU-Ländern auch Schwerpunkte der sog. Nanotechnologie.

### Mechatronik
Sie hat nicht direkt mit der Miniaturisierung zu tun, aber mit der engen Verknüpfung von Mechanik, Elektronik und Informatik. Sie wird an mehreren Technischen Universitäten und Fachhochschulen als Studium angeboten.
Die Entwicklung und Fertigung moderner Produkte verlangt vom Ingenieur ein fachübergreifendes Denken – über die Grenzen der klassischen Ingenieurgebiete hinaus. Typische Arbeitsbereiche sind etwa Kommunikationselektronik (Handys, Satelliten), Kfz-Steuerungstechnik mit ABS und elektronischer Diagnose, Umwelt- und Medizintechnik. So wurde 1995 von der FH Esslingen am Standort Göppingen der Fachbereich Mechatronik eingerichtet.

## Grenzen
Natürliche Grenzen bei der steten Verkleinerung sind durch jene Größen gegeben, die mit der Funktion der Geräte, der Elektronik und der Mensch-Maschine-Kommunikation zu tun haben.
Beispielsweise müssen einzelne Tasten einer Tastatur eine gewisse Mindestgröße besitzen, um eine komfortable Bedienung zu gewährleisten. In vielen Fällen ist diese Grenze fast überschritten. Mögliche Lösungen sind zusammenschiebbare oder ausklappbare Tastatur (bei manchen Notebooks, digitalen Kameras usw.), die Bedienung miniaturisierter Tasten mit einem Stift und die Mehrfachbelegung von Tasten. Ein anderes Beispiel für die Grenzen der Miniaturisierung sind Bildschirme bzw. Displays: für längeres Arbeiten ist eine Bildschirmdiagonale von mindestens 10–12 Zoll erforderlich. Darunter kommt es zu extremer Belastung der Augen oder der Nackenmuskeln. Inzwischen hat sich der Trend etwa bei Notebooks teilweise umgekehrt – es kommen wieder größere (aber flachere) Formate auf den Markt. Beim Display von Digitalkameras sollten etwa 5 cm das Minimum sein. Einige Hersteller haben die Miniaturisierung so weit getrieben, dass die Kamerarückseite großteils vom Display eingenommen wird, oder es auszuklappen ist.
Eine weitere Grenze kann durch größenbedingte Eigenschaften mancher Bauteile entstehen: Linsen mit zu kleinem Durchmesser ergeben wegen der Beugung des Lichts an der Fassung eine zu kleine Auflösung des optischen Systems. Sendeantennen können für eine gegebene Frequenz nicht beliebig klein gebaut werden, was insbesondere für Richtantennen gilt.
Eine natürliche Grenze ist die Annäherung an die Dimension von atomaren bzw. molekularen Vorgängen. So können zum Beispiel keine Transistoren hergestellt werden, die aus weniger als einem Atom bestehen.